# Pottiga
Pottiga is een plaats en voormalige gemeente in de Duitse deelstaat Thüringen, en maakt deel uit van de Saale-Orla-Kreis. 
Eind 2018 had het dorp 390 inwoners. 

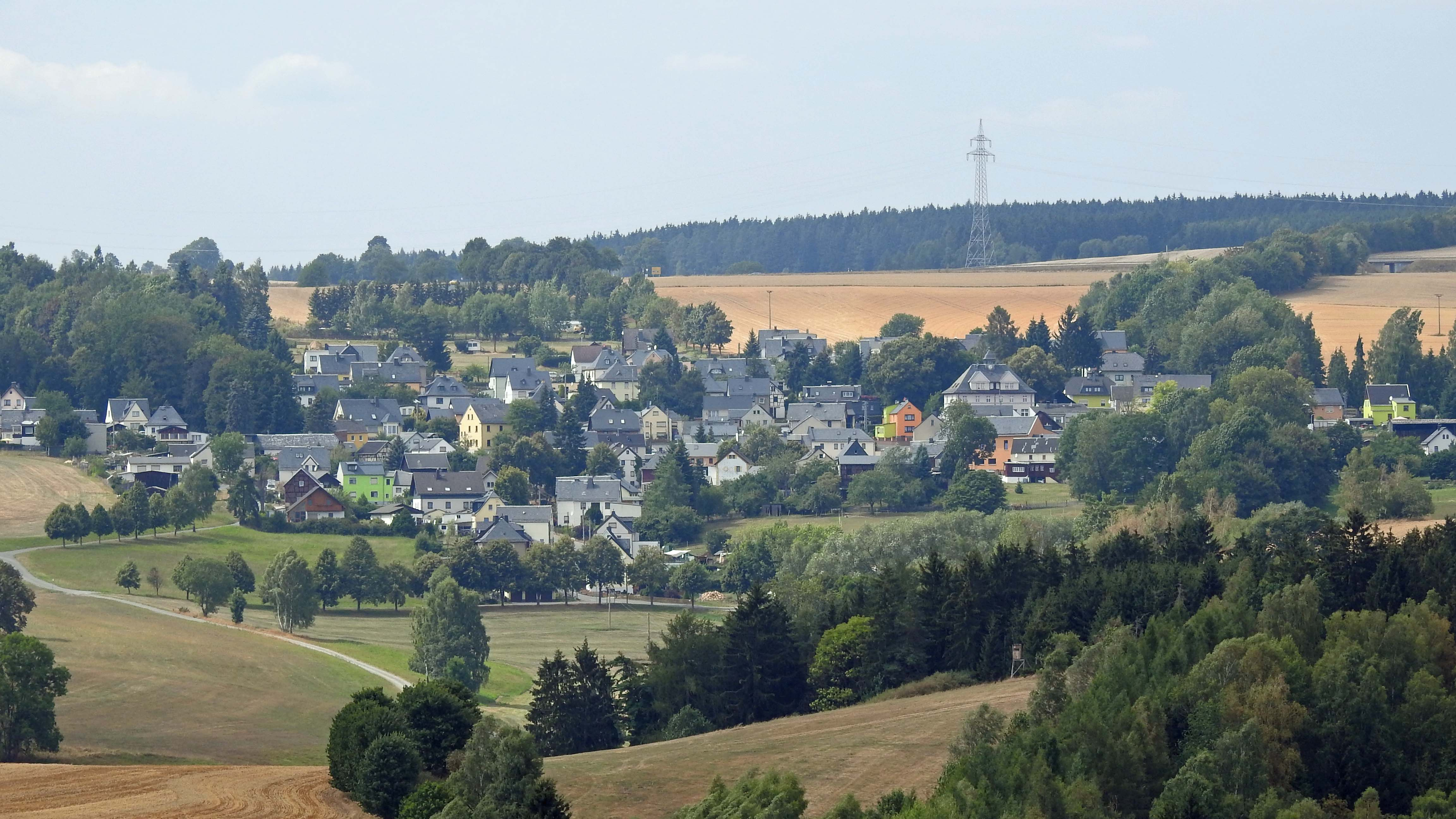
Gezicht op Pottiga

De gemeente maakte deel uit van Verwaltungsgemeinschaft Saale-Rennsteig tot deze op 1 januari 2019 werd opgeheven en de gemeenten werden samengevoegd tot de gemeente Rosenthal am Rennsteig.
Pottiga kent jaarlijks in het derde weekend van september een feestelijke jaarmarkt.
Arlas · Birkenhügel · Blankenberg · Blankenstein · Harra · Kießling · Neundorf · Pottiga · Schlegel · Seibis